# Френч Ривър
Френч Ривър или Френска река на английски: French River е река в североизточната част на Онтарио, Канада. Заедно с река Стърджънт тя е дълга 290 км. Води началото си от езерото и след като тече 110 км на запад се влива в Джорджиан Бей на езерото Хюрън. По течението си тя се разделя на два канала около Ейтийн Майл Айланд, след което отново се събира, преминава през тесен канал и се разделя на 3 клона в делтата си. Скалистите и брегове са лабиринт от канали и заливи, а течението и следва естествени пукнатини в Канадския щит. Реката е посетена за първи път от Самюел дьо Шамплейн през 1615 г., а местните хора оджибуей я кръщават в чест на новодошлите приятели французи. По време на колониалния период реката играе важна роля като основен път в търговията с кожи. Като важен транспортен коридор за местните жители и за търговците на кожи реката е обявена през 1986 г. за река на Канадското историческо наследство. През 1989 г. е създаден провинциален парк, който защитава по-голямата част от реката.